# Armée macédonienne

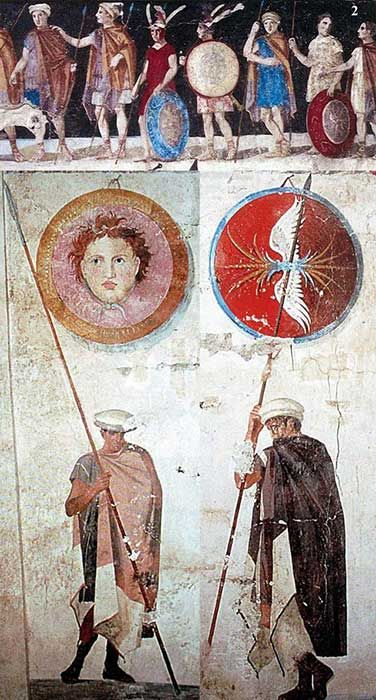
Détail de la fresque d'une tombe d'Ágios Athanásios montrant des guerriers macédoniens, Thessalonique, fin du

Pour l’article homonyme, voir Armée de la république de Macédoine du Nord.
L'armée macédonienne est considérée comme l'une des meilleures armées civiques de l'Antiquité. Instrument de la conquête de la Grèce sous le règne de Philippe II, puis de l'Orient sous le règne d'Alexandre le Grand, elle a affronté victorieusement l'armée perse pour devenir le modèle sur lequel se sont formées les armées des royaumes antigonide, séleucide et lagide aux IIIe et IIe siècles av. J.-C.
Les phalanges de porteurs de sarisses forment l'une des pièces maîtresses de toute armée macédonienne de l'époque hellénistique ; mais elle voient leur armement constamment alourdi au cours des IIIe et IIe siècles av. J.-C., leurs lances atteignant dès le siège d'Edessa en 274 av. J.-C., une taille de 7,5 mètres contre 5 mètres au temps de Philippe et d'Alexandre. Ce changement radical de l'utilisation tactique de la phalange est constaté à Magnésie, aux Thermopyles, à Cynoscéphales ou à Pydna. Les phalanges sont désormais presque incapables de manœuvrer, de se déplacer rapidement, et occupent un rôle exclusivement défensif. Les alourdissements parallèles du bouclier et de l'armure, qui ont pour but de donner un avantage décisif lors d'engagements entre deux armées de type macédonien, coûtent aux phalangites leur mobilité et leur efficacité en tant que formation à vocation offensive. Les légions romaines et leur grande flexibilité viennent à bout de la lourde phalange macédonienne et lui infligent la première défaite de son histoire à Cynoscéphales, rendant une telle formation désuète vers le milieu du IIe siècle av. J.-C., participant à sa disparition totale et définitive à la fin du Ier siècle av. J.-C.
L'armée macédonienne s'appuie aussi sur une cavalerie lourde (les Compagnons) chargée de provoquer la rupture chez l'adversaire une fois celui-ci fixé par les sarisses des phalangites. La plupart des batailles d'Alexandre sont ainsi remportées grâce à la hardiesse de ses cavaliers. Finalement la réussite de l'armée macédonienne au IVe siècle av. J.-C. s'appuie sur une parfaite coordination entre infanterie (lourde et légère) et cavalerie.

## Généralités

### Sources antiques

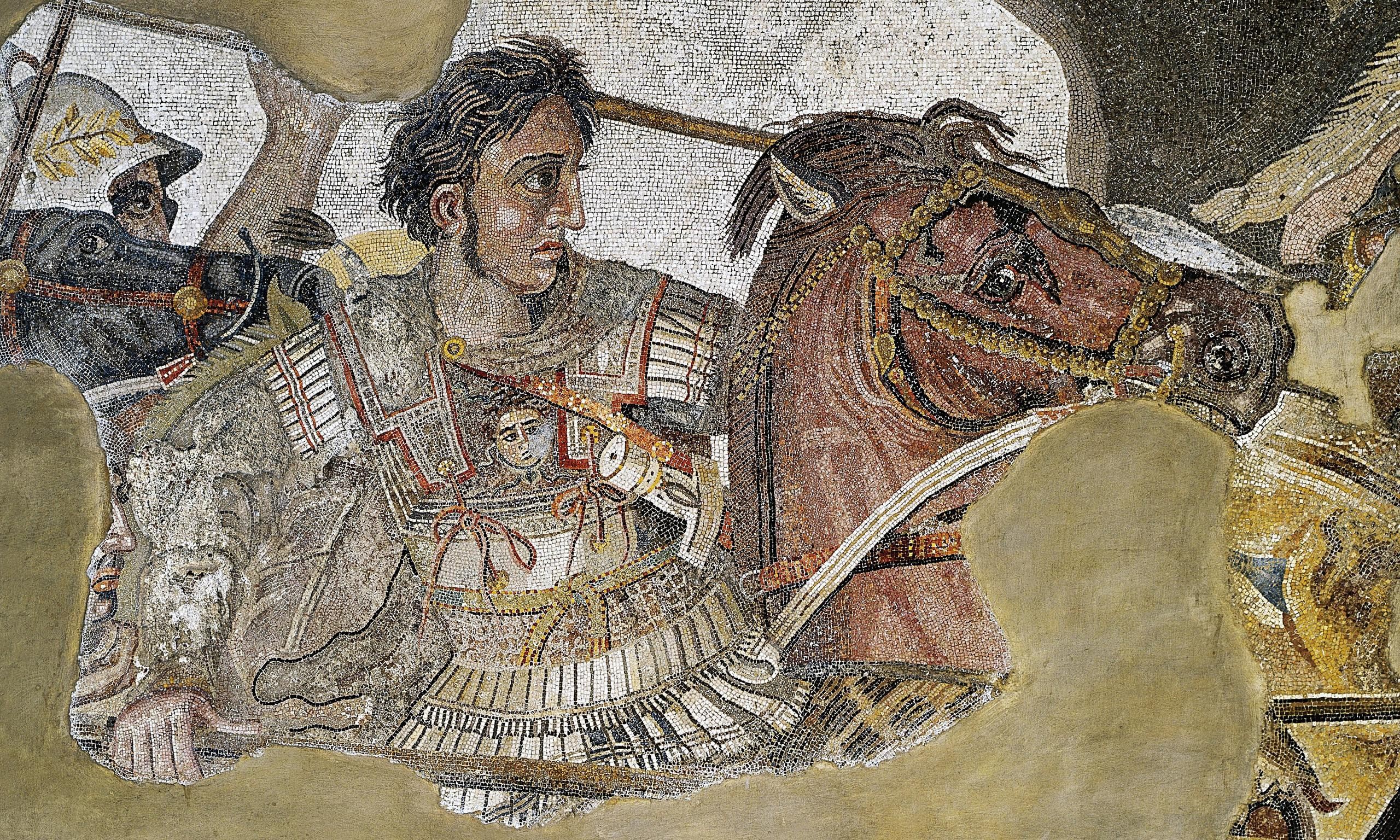
Détail de la mosaïque d'Alexandre : Alexandre chargeant au milieu de ses Compagnons.

L'armée macédonienne est connue grâce aux historiens qui ont écrit au sujet des règnes de Philippe II, d'Alexandre le Grand et des Antigonides, à savoir Diodore de Sicile (Bibliothèque historique, XVI à XX), Arrien (Anabase), Quinte-Curce (Histoire d'Alexandre), Justin (Abrégé des histoires philippiques de Trogue-Pompée), Polybe (Histoires, XVIII et XXX), Tite-Live (Histoire de Rome, XXXI à XLV). Il faut y ajouter un ensemble de documents épigraphiques qui ont contribué à renouveler considérablement l'apport des textes littéraires : règlements militaires émis par la chancellerie macédonienne (diagramma de Chalcis, Kynos, Cassandréia et d'Amphipolis), lettres royales, et règlements civiques (loi éphébarchique d'Amphipolis, loi gymnasiarchique de Béroia).
Il est parfois délicat de réconcilier les informations fournies par ces différentes sources qui ne s'accordent ni sur les chiffres ni parfois même sur le vocabulaire technique. Une difficulté particulière tient à ce que certaines appellations (peltastes, hypaspistes) désignent des unités différentes selon les époques. Pour ces raisons, de nombreuses incertitudes demeurent quant à l'organisation de l'armée macédonienne.
Pour le détail de l'armement, nous disposons, outre des armes découvertes dans certaines tombes (sarisses, épées et cuirasses dans les tombes d'Aigai), d'un certain nombre de sources iconographiques représentant divers types de soldats : le sarcophage d'Alexandre à Sidon, la mosaïque d'Alexandre à Pompéi représentant probablement la bataille d'Issos, une statuette à Herculanum, des fresques funéraires en Macédoine (notamment celles de la tombe de Lysôn et Calliclès à Lefkadia), des stèles funéraires sculptées.

### Réformes de Philippe II

#### Réformes de l'infanterie

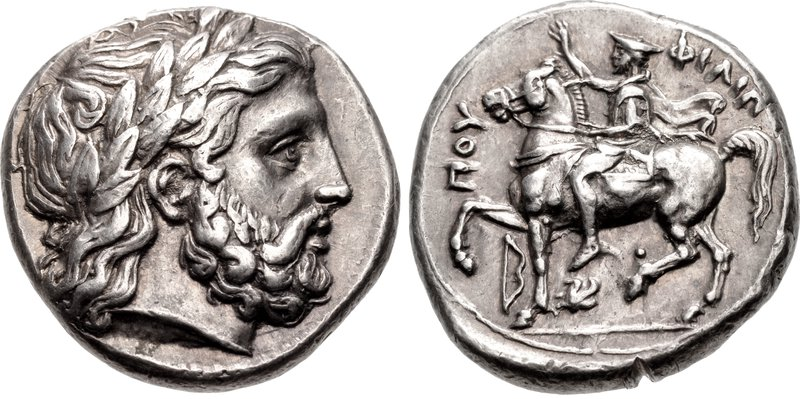
Monnaie de Philippe II (roi de Macédoine). Au droit : tête de Zeus ; au revers : Philippe II à cheval.

Du temps des premiers Argéades, le noyau de l'armée macédonienne est la cavalerie. Puis Archélaos Ier (413-399 av. J.-C.) entreprend de réorganiser l'armée en la dotant d'une infanterie hoplitique. Auparavant, la seule infanterie lourde dont dispose la Macédoine lui est fournie par des cités grecques alliées. C'est au sujet de son règne qu'est faite la première mention des Compagnons (hétaires) par les sources antiques. Alexandre II, frère de Philippe II, aurait formé une véritable force d'infanterie, en la divisant en bataillons (taxeis) et en compagnies (syntagmai) et en nommant ses membres les pezhétaires (Compagnons à pied) afin de les associer à l'aristocratie des hétaires. Le véritable réformateur est Philippe II, inventeur de la phalange de sarissophores (porteurs de sarisses). Lorsqu'il arrive au pouvoir en 359 av. J.-C., l'armée a en effet été anéantie par les affrontements avec les Illyriens et il entend placer la Macédoine sur l'échiquier politique de la Grèce. Il s'inspire de l'armée thébaine, sachant qu'il a résidé comme otage à Thèbes durant trois années, pour entreprendre de vastes réformes militaires qui font de la phalange le cœur de son armée :
- Il commence par professionnaliser son armée, qui devient permanente, en s'inspirant du bataillon sacré thébain qui a démontré son efficacité lors de la bataille de Leuctres en 371 av. J.-C. face aux Spartiates.
- Il dote les phalangites d'une sarisse, une lance d'une longueur comprise à l'époque entre 4,5 m et 5,5 m, dont les extrémités ont une pointe en fer voire en bronze[8].
- Il allège l'équipement défensif des phalangites en comparaison des hoplites (dont la panoplie pèse 35 kg) : la cuirasse en bronze (dorénavant réservée aux officiers) est abandonnée au profit du linothorax, une cuirasse en lin ; seules subsistent les jambières métalliques (cnémides).
- Il fait rétrécir le bouclier (aspis) qui passe de 90 cm de diamètre à 60 cm, permettant de rendre les formations plus compactes.
- Il abandonne le casque corinthien au profit d'un modèle plus léger : le casque phrygien (ou thrace).
- Il dispose la phalange sur seize rangs de profondeurs en ordre compact, le nombre de rangs peut être diminué selon le type d'affrontement[5].
- Il reprend l'ordre oblique mis au point par Épaminondas afin de pouvoir faire front dans toutes les directions[9].
- Il fait régulièrement exécuter des manœuvres, permettant d'améliorer l'unité de la phalange, de créer une cohésion de groupe et d'appliquer des tactiques inter-armes.
- Il ajoute à la phalange 3 000 hypaspistes (« porteurs de bouclier ») qui forment une infanterie d'élite, dont le premier bataillon constitue l'agéma, la garde royale à pied[10].
- Il incorpore un nombre important de peltastes et de fantassins légers (psiloi) en s'inspirant du stratège athénien Iphicrate[10].
- Il augmente les effectifs de l'infanterie qui passent de 10 000 hommes en 359 à presque 30 000 lors de la bataille de Chéronée en 338.
- Il met en place une réserve sur le champ de bataille, qui consiste à ne pas déployer d'entrée l'ensemble des troupes disponibles mais à en économiser une partie afin qu'elle soit utilisée pour l'attaque décisive.

#### Réformes de la cavalerie
Les réformes militaires ne concernent pas uniquement la phalange. La cavalerie se retrouve elle aussi fortement remaniée pour devenir une troupe de choc. On constate au cours du règne de Philippe II que les effectifs de la cavalerie (lourde et légère incluses) augmentent fortement passant de 300 à près de 3 000 au moment de la bataille de Chéronée en 338. Le Compagnon  (hétaire), issu généralement de l'aristocratie, est équipé plus lourdement que ses homologues grecs. Il est protégé par un linothorax, un casque béotien et des cnémides. Les nouveautés apportées par Philippe II se situent dans l'armement offensif et l'emploi tactique : 
- Il dote les Compagnons d'une lance (xyston), souple et robuste, mesurant 4 m environ, en plus de l'épée courte (kopis ou machaira).
- Il incorpore des prodromoi en guise d'éclaireurs ; ils sont parfois confondus avec les sarissophoroi, les cavaliers porteurs de sarisses[10].
- Il adopte la formation en « coin » en s'inspirant des Thraces qui ont eux-mêmes empruntés cette technique aux Scythes[11]. Cette formation permet de gagner en manœuvrabilité et en force d'impact.
- Il répartit sa cavalerie lourde au sein d'unités tactiques (ilai) comptant 250 cavaliers.

#### Portée des réformes
Philippe II a formé une infanterie particulièrement efficace, car débarrassée d'une partie de son armement défensif au profit d'une sarisse, et bénéficiant d'une vitesse de charge accrue. Moins coûteux, cet armement permet d'équiper un plus grand nombre de soldats. Le royaume peut enfin rivaliser avec les cités grecques malgré la relative pauvreté initiale de ses moyens matériels et économiques. Cette réforme militaire a donc aussi des conséquences politiques considérables : elle permet d'intégrer un nombre puissamment accru de Macédoniens dans la défense du royaume et dans sa vie politique.
Ces réformes sont à l'origine des succès de l'armée macédonienne en Grèce puis durant l'expédition d'Alexandre le Grand qui a pu s'appuyer sur l'instrument forgé par son père,.

### Composition de l'armée

Ordre de bataille traditionnel sous Philippe II (roi de Macédoine) et Alexandre.

À partir du milieu du Ve siècle av. J.-C., l'armée macédonienne se compose de soldats-citoyens, de mercenaires recrutés sur contrat à court ou long terme et de troupes alliées.
L'infanterie, formée de troupes professionnelles, comprend trois composantes distinctes attestées sous Philippe II. :
- Les Compagnons à pied (ou pezhétaires) qui forment la phalange de porteurs de sarisses[9] ;
- L'infanterie d'élite des hypaspistes ou « porteur de boucliers », appelés argyraspides ou « boucliers d'argent » à la fin du règne d'Alexandre le Grand[13] ;
- Les peltastes, formés le plus souvent de mercenaires ou d'alliés d'origine thrace et péoniene.

La cavalerie est recrutées dans l'ensemble de la Macédoine : Les Compagnons (ou hétaires) sont à l'origine issus de l'aristocratie. La plupart des cavaliers légers sont des mercenaires ou des alliés. Il existe par ailleurs une importante réserve mobilisée, selon les besoins, sur une base territoriale.
Les mercenaires sont quant eux engagés personnellement par les rois, par des accords qu'ils peuvent conclure en tant que seuls représentants de l'« État » habilités à conduire les relations avec les puissances étrangères.

### Haut commandement
L'armée est fréquemment divisée en divisions (moirai) placées sous le commandement de généraux ou stratèges (stratégoi), tel Parménion qui commande, sous les règnes de Philippe II et d'Alexandre, l'aile gauche durant les grandes batailles. L'échelon suivant des officiers (hégémonès) est occupé par des aristocrates macédoniens.
La phalange est divisée en six régiments (taxeis) composés de 1 500 hommes chacun, avec à leur tête un taxiarque. La plupart des taxiarques sont des princes des maisons de Macédoine provenant de la région d'origine des unités qu'ils commandent, au moins au début de la conquête de l'Asie. Par exemple Perdiccas commande la taxis d'Orestide, Coénos celle d'Élimée et Polyperchon celle de Tymphée.
Enfin, la cavalerie des Compagnons, qui compte 1 500 hommes au départ de l'expédition d'Asie, est dirigée par des hipparques dont les attributions ont évolué tout au long des conquêtes d'Alexandre. En 334 av. J.-C., les sept escadrons (ilais) de Compagnons sont commandés par Philotas alors qu'un huitième escadron forme la Garde royale (agéma) commandée par Cleitos le Noir. Après l'exécution de Philotas en 330 av. J.-C., Alexandre procède à une réforme de la cavalerie des Compagnons qu'il scinde en deux hipparchies commandées par Héphaistion et Cleitos. À la fin de la conquête, la cavalerie des Compagnons compte vraisemblablement cinq hipparchies (dont une formée d'Asiatiques). Héphaistion puis Perdiccas exercent de fait une autorité sur les autres hipparques au titre de chiliarque des Compagnons.

## Infanterie

### Phalange de piquiers

#### Composition et effectifs

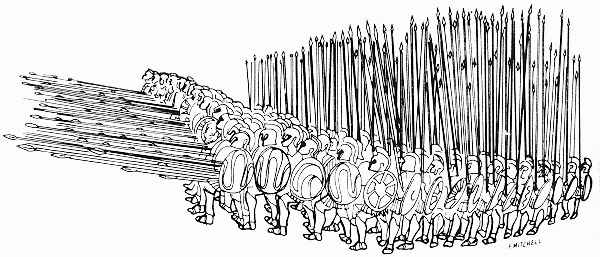
Un syntagma de 256 hommes, l'unité tactique de base de la phalange macédonienne.

Sous Philippe II, l'armée macédonienne comprend un noyau de fantassins professionnels, les pézhétaires (ou Compagnons à pied), recrutés par une levée territoriale, qui forment la phalange des porteurs de sarisses. Le titre de pézhétaires a probablement été créé par Alexandre II, le frère aîné de Philippe II, pour les associer à l'aristocratie des hétaires, les Compagnons à cheval.
Dans le corps expéditionnaire d'Alexandre le Grand, les pezhétaires sont au nombre de 9 000 hommes répartis en six bataillons (taxeis) de trois files (lochoi) chacun. Les taxeis portent le nom de leur commandant (ou taxiarque) et sont recrutés au départ sur une base territoriale : Élimée, Orestide, Lyncestide, Tymphée, etc. Alexandre aurait étendu l'appellation de pézhétaires à l'ensemble des phalangites, ce qui explique la loyauté que ces derniers vouent par la suite à sa personne. Parmi la phalange on distingue le bataillon des asthétairoi, commandé par Coénos, dont l'interprétation varie selon les historiens : certains les considèrent comme un bataillon d'élite, d'autres comme un bataillon recruté en Haute-Macédoine ou encore dans des cités.
La composante de base de la phalange est le lochos, la file de seize hommes commandée par un lochagos. Quatre de ces lochoi composent une tétrarchia de 64 hommes sous la direction d'un tétrarque. Quatre tétrarchiai forment un syntagma (ou une speira) soit 256 hommes, l'équivalent d'une compagnie. L'unité supérieure qui réunit quatre syntagmai, soit 1 024 hommes, est la chiliarchia, commandée par un chiliarque. Quatre d'entre elles composent une stratégia de 4 096 phalangites, à la tête duquel se trouve un stratège. À chaque échelon, le commandant de l'unité est aussi le commandant d'une des unités inférieures qui la composent : le stratège est donc aussi l'un des quatre chiliarques.
Les unités supérieures comptent en outre un certain nombre d'officiers supplémentaires dont l'hypérétès dans la speira, l'archypérétès dans la chiliarchia, qui sont des officiers d'intendance. Ils ont en charge l'inventaire et la conservation du butin, la distribution de la solde, de la ration et de l'équipement éventuellement. À l'échelon de la stratégia, on trouve les secrétaires (grammateis) qui tiennent les rôles de l'armée.
À l'époque antigonide, les phalangites sont divisés en deux ailes de chalcaspides (« boucliers de bronze ») et leucaspides (« boucliers blancs »). Leurs effectifs sont en expansion sous le règne des derniers antigonides : ils sont 10 000 en 224 av. J.-C., 16 000 en 197, 21 000 en 171 et probablement 24 000 en 168 av. J.-C..

#### Armement

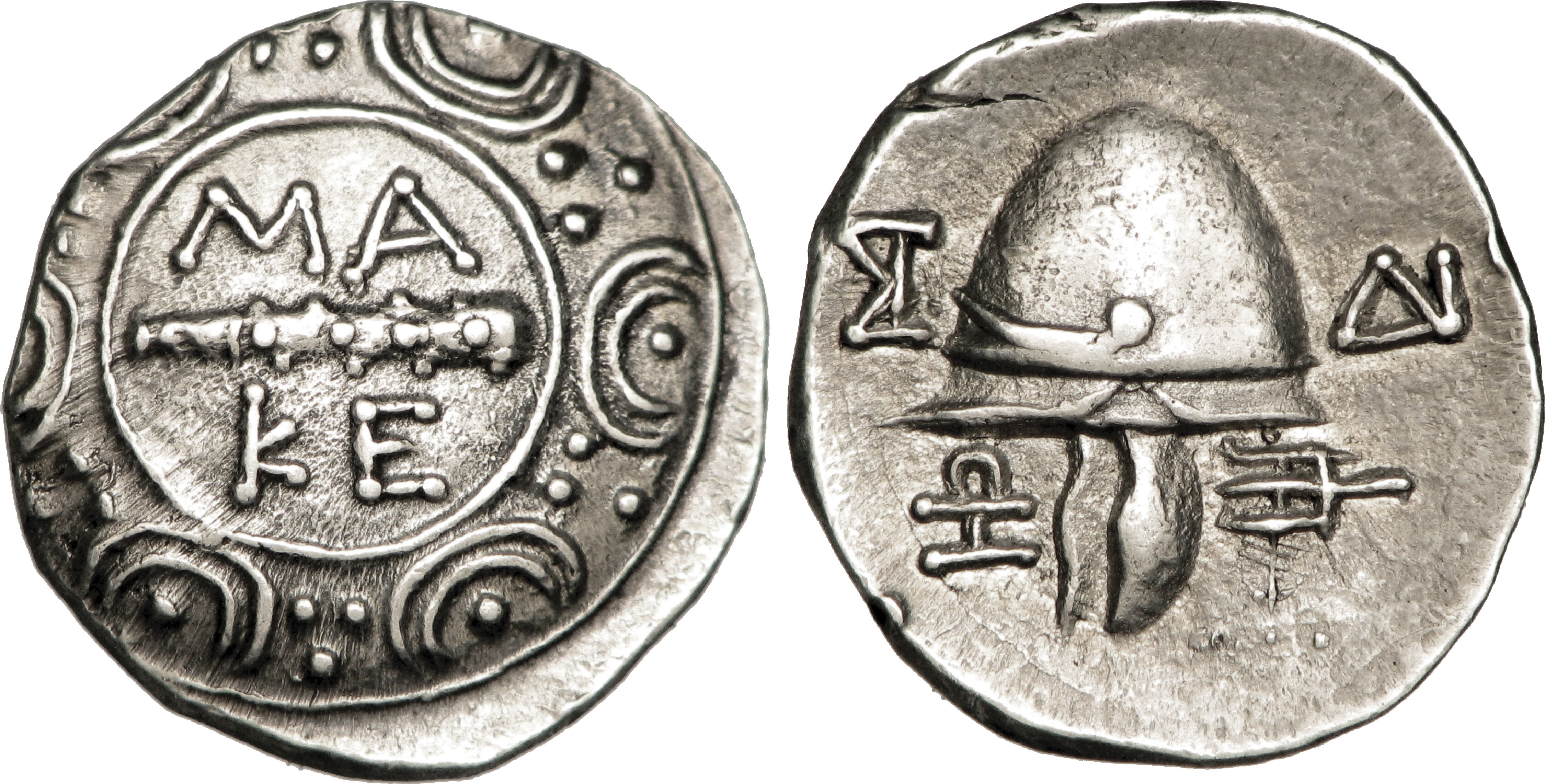
Tétrobole représentant un casque et un bouclier de type macédonien.

L'armement des phalangites est décrit par le code militaire d'Amphipolis qui prévoit les amendes frappant les militaires dépourvus de l'armement réglementaire :
- Armes défensives : une cuirasse de cuir (kotthybos ou kitôn), un casque ogival en bronze (kônos) ou un bonnet de feutre, un petit bouclier rond (aspis) ou un petit bouclier en forme de croissant tenu (peltê) par une lanière ce qui permet de manier la sarisse à deux mains, et de jambières (cnémides) en cuir ou en métal ; les officiers portent une demi-cuirasse métallique au lieu de la cuirasse en cuir.
- Armes offensives : une longue pique ou sarisse de 5,4 m de long environ au IVe siècle av. J.-C. et une épée courte (kopis ou machaira). Du fait de sa longueur, la sarisse se porte à deux mains, le bouclier reposant sur l'épaule, tenu par une courroie de suspension[6]. Des découvertes archéologiques montrent que les phalangites peuvent également utiliser l'épée hoplitique droite à deux tranchants (xiphos) ainsi que la lance hoplitique (dory) plus courte que la sarisse.

Significativement, les amendes les plus lourdes touchent les armes offensives et le bouclier dont l'absence compromet l'efficacité de la formation tout entière.
De manière plus anecdotique, Plutarque écrit qu'Alexandre commande à ses soldats et officiers de raser leur barbe pour qu'elle ne puisse pas servir de prise aux mains des ennemis.

#### Utilisation et avantages tactiques

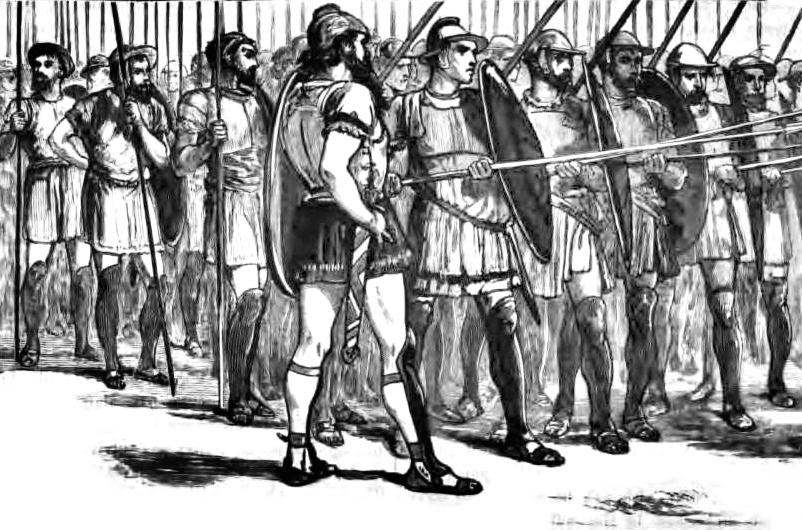
Illustration d'une phalange macédonienne (1882).

D’après la description de Polybe, la phalange macédonienne « classique » se forme sur seize rangs contre huit pour les phalanges hoplitiques ; sur les seize rangs seuls les cinq premiers abaissent leurs sarisses formant une muraille  métallique. Alexandre cherche à rendre la phalange plus mobile et à étendre le front dans les batailles rangées en réduisant le nombre de rang à huit. La profondeur de la phalange permet de tenir plus longtemps le choc tandis que l'allonge de la sarisse permet aux soldats macédoniens de porter des coups à l'ennemi sans être eux-mêmes exposés. Les sarisses sont levées à la verticale pendant la charge puis baissées au dernier moment créant ainsi une violente onde de choc, qui, associée à la formidable masse combinée de tous les soldats libère une énergie cinétique telle que l'impact peut renverser plusieurs rangs ennemis. De plus, les piques levées à la verticale forment un bouclier incomparablement efficace face aux projectiles de toutes sortes. Piégés dans l'inextricable amas de lances qui pointent vers le ciel, les missiles retombent au sol sans causer de dégâts et peuvent ainsi être réutilisés par les archers ou frondeurs.
Durant les phases défensives, les sarisses sont plantées dans le sol à l'aide d'embouts de bronze, afin de permettre aux fantassins de soutenir plus aisément la puissance des charges adverses. Les piquiers présentent ainsi à leur opposition une incassable muraille de boucliers, dont jaillissent de toutes parts de terribles rangées de sarisses. Cette inexpugnable forêt de lances forme un excellent mur défensif qui immobilise ses opposants et brise tous les assauts, d'infanterie comme de cavalerie. En effet, ces murs de lances que les blocs de piquiers macédoniens dressent face à eux sont si denses et si compacts qu'ils permettent d'opposer une dizaine de sarisses à l'avancée de chaque soldat du premier rang adverse. Les opposants de la phalange sont de ce fait invariablement tenus en respect par les sarisses ennemies, trop nombreuses pour que quiconque puisse se soustraire à leurs attaques. Ces sarisses foisonnantes, dressées face à chaque adversaire, ne sont séparées les unes des autres que par d'infimes espaces, bien trop exigus pour que les assaillants puissent s'immiscer au cœur de la formation, qui reste de ce fait inattaquable. Ainsi, les phalangites peuvent frapper leurs adversaires sans que leurs opposants, équipée d'armes plus courtes, ne puissent rendre les coups de quelque manière que ce soit. Par ailleurs, la phalange macédonienne, par la légèreté de son équipement défensif, peut se déplacer rapidement et avec fluidité, ce qui apporte un avantage tactique décisif lors des affrontements.
Cette formation redoutable supplante la phalange hoplitique dès son apparition dans le premier quart du IVe siècle av. J.-C. Imperméable aux assauts adverses, elle s'impose comme colonne vertébrale de toutes les armées hellénistiques durant trois siècles. Les phalanges sont, à cet effet, les unités idéales pour former l'« enclume » dans le cadre de la « tactique du marteau et de l'enclume ». Elles sont alors utilisées comme point d'appui solide qui permet de tenir tant qu'elles restent en formation, laissant ainsi à la cavalerie des Compagnons, le rôle du « marteau » qui pulvérise l'armée adverse.

#### Inconvénients
L'incomparable efficacité de la phalange dans les assauts frontaux est contrebalancée par une grande vulnérabilité sur les flancs et l'arrière. Les fantassins n'étant équipés que d'une épée courte, d'un bouclier léger et d'une armure légère, ils sont incapables de contrer efficacement une attaque portées sur les flancs ou l'arrière de leur dispositif dans le cas où ils sont également engagés par une autre unité de face. Cette faiblesse est cependant minimisée par le soutien des hypaspiste et des peltastes et d'autres troupes légères qui protègent les flancs de la phalange. Ainsi, même les phalanges plus mobiles de Philippe II et d'Alexandre ne peuvent pas se permettre de découvrir leurs flancs même si elles ont la possibilité de manœuvrer plus facilement que les phalanges plus tardives des Diadoques. Elle souffre également de ne pouvoir effectuer de replis rapides.
Les différents royaumes hellénistiques ont eu tendance à alourdir l'équipement des phalanges. Les rangs de la phalange sont par exemple doublés pour passer de seize à trente-deux, au détriment de la capacité de manœuvre, tandis que le port des armures métalliques et des casques enveloppants se généralise et que la taille de la sarisse s'allonge de 5 à 7,5 m. La phalange, de par cette rigidité, nécessite enfin pour être efficace d'être déployée sur terrain plat comme l'a remarqué Polybe ; ce qui finalement cause sa perte face aux légions romaines, plus souples, comme à Cynoscéphales, et à Pydna.

### Hypaspistes et argyraspides

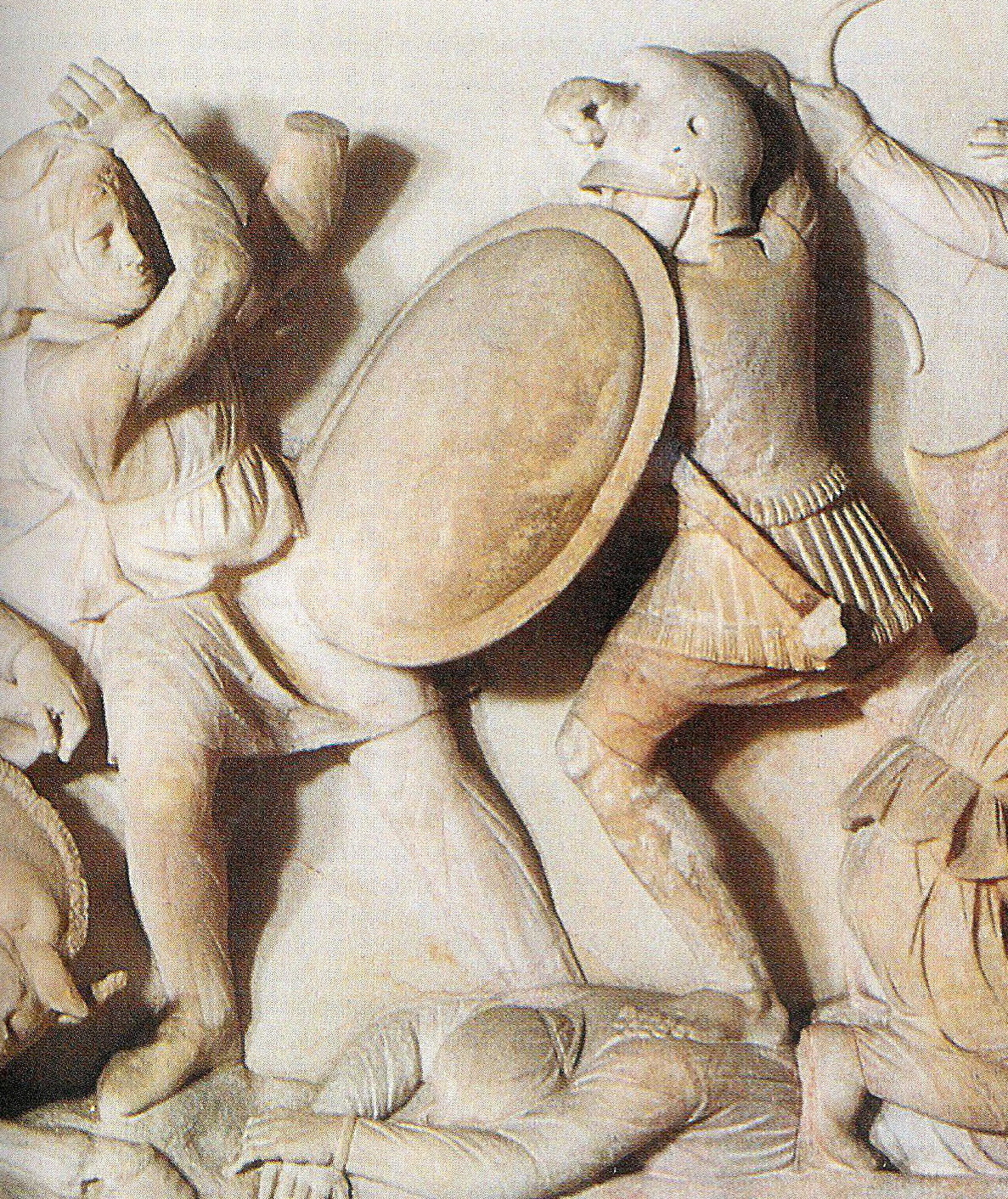
Hypaspiste, sarcophage d'Alexandre.

Les hypaspistes (ou « porteurs de boucliers ») sont à l'origine un régiment composé des valets d'armes personnels des Compagnons du roi. Ils sont composés de 3 000 fantassins divisés en six lochoi. Au début de la conquête de l'Asie, ils sont dirigés par Nicanor, fils de Parménion. Ils sont ensuite regroupés en trois chiliarchies de 1 000 hommes. Le terme d'hypaspistes qualifie probablement les pézétaires lorsque ce dernier terme est appliqué aux phalangites de la levée territoriale. Il s'agit donc à la fois d'une garde royale, à ne pas confondre avec les gardes du corps ou sômatophylaques, et d'une « police militaire ». Ils sont recrutés parmi les jeunes nobles macédoniens. À l'époque antigonide, le règlement militaire de Cassandréia confirme leur rôle d'unité d'élite et leur recrutement nobiliaire. À la fin du règne d'Alexandre, cette appellation d'hypaspistes est remplacée par celle d'argyraspides (« bouclier d'argent »). Les fantassins du premier lochos constituent la garde royale (agéma) ; ils sont connus sous l'appellation de basilikoi hypaspistai (« Porteurs de bouclier royaux »), à moins que ces derniers n'en constituent qu'une fraction. Ils sont chargés de garder la tente du roi au camp et obtiennent la place d'honneur dans l'ordre de bataille.
La question de leur équipement sous les Argéades est sujette à débat, même s'il est probable qu'ils portent une lance plus courte (la doratia) que la sarisse. Ils servent de lien entre la cavalerie des Compagnons et la phalange car leur armement, supposément plus léger que celui des phalangites, leur aurait permis de suivre la cavalerie et de précéder la phalange.
À l'époque antigonide, les hypaspistes, au nombre de 3 000 à 3 000[Combien ?], forment la garde royale à pied (ou agéma). Ils sont parfois appelés peltastes par les sources, probablement parce qu'ils portent un petit bouclier appelé péltê. En bataille rangée, ils combattent comme une phalange conventionnelle ; mais ils peuvent utiliser des équipements plus légers en fonction de la mission.

### Hoplites grecs
La Ligue de Corinthe fournit à Philippe II et Alexandre des contingents d'infanterie lourde de type hoplitique. Ces mercenaires grecs auraient été équipés avec la panoplie traditionnelle des hoplites consistant principalement en une lance (dory), une épée courte (xiphos), un bouclier rond (aspis), un casque (kranos) souvent de type corinthien et une armure (linothorax) plus légère que l'armure de bronze traditionnelle. Dans la bataille, ces hoplites jouent un rôle moins actif que les phalangites et les hypaspistes.
Durant la bataille de Gaugamèles, l'infanterie grecque est placée à l'arrière du dispositif en position défensive. Ils parviennent à repousser les assauts de la cavalerie perse qui a tenté d'encercler les troupes macédoniennes et à protéger les bagages des percées adverses.
Les souverains Antigonides privilégient les mercenaires celtes et galates équipés en thuréophores comme troupes d'appoint, ces derniers étant « meilleur marché » que les hoplites grecs.

### Infanterie légère

#### Peltastes

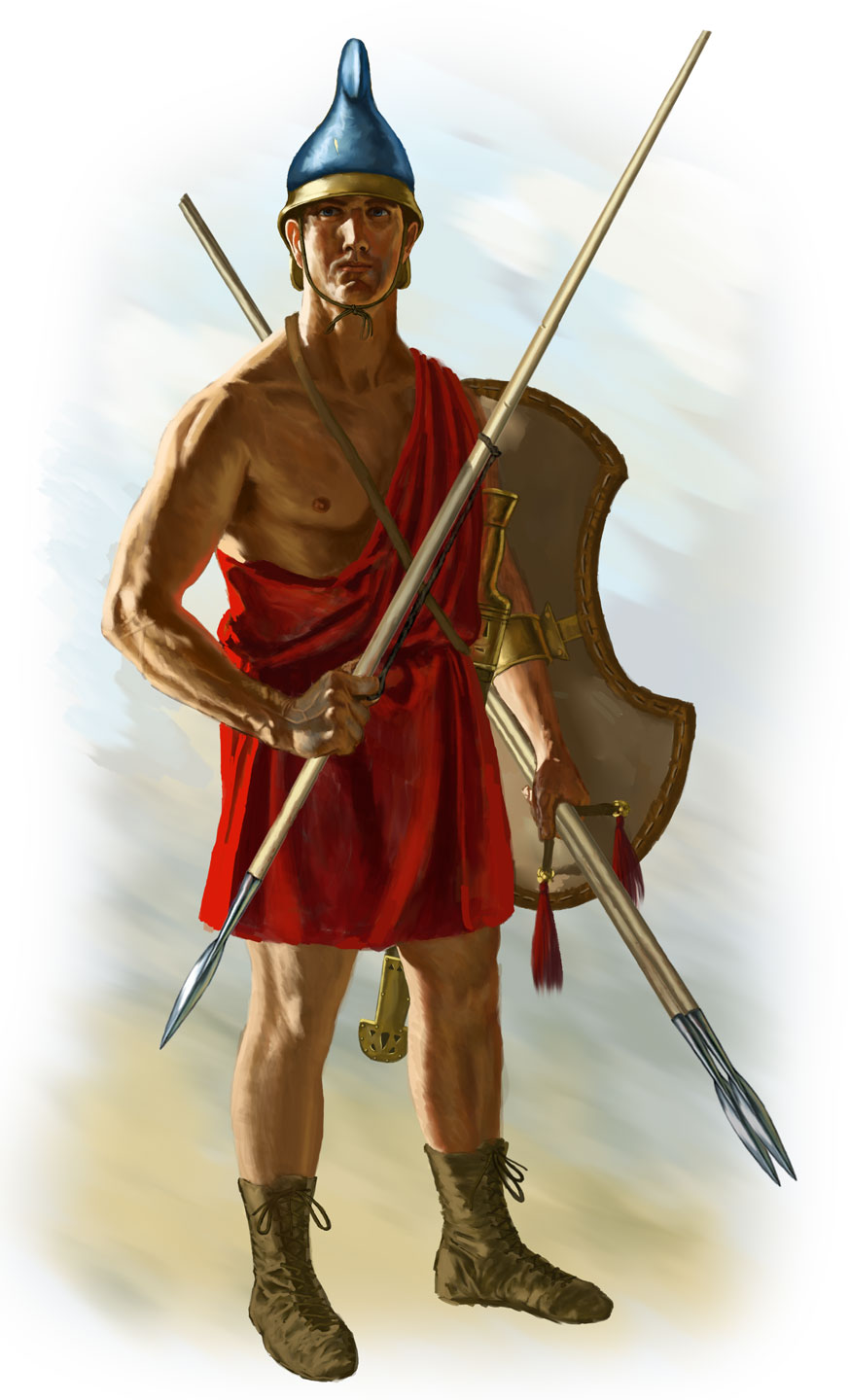
Un peltaste agriane.

L'importance de la phalange et de la cavalerie des Compagnons ne doit pas amoindrir le rôle joué par l'infanterie légère et les tirailleurs (psilois) : javeliniers, frondeurs, archers, etc. Ces troupes ont en effet pour mission de harceler l'adversaire avec leurs traits, de protéger les flancs de la phalange et de couvrir les charges de la cavalerie lourde. Philippe II comprend leur utilité tactique durant les guerres contre les Illyriens qui sont parvenus à détruire une grande partie de l'armée macédonienne et à tuer son prédécesseur, Perdiccas III. Il s'inspire enfin du stratège athénien Iphicrate qui est parvenu à vaincre une armée spartiate à Léchaion en 390 av. J.-C. grâce à un bataillon de peltastes.
Outre les Thraces, les peltastes les plus réputés de l'armée macédonienne sont les Agrianes, une tribu de Péonie, que Philippe a incorporé à son armée. Ils sont équipés d'un bouclier d'osier léger (le peltè), le plus souvent en forme de croissant, et armés de javelots et d'une épée courte. En règle générale, les Agrianes sont positionnés sur l'aile droite aux côtés des Compagnons pour accompagner leurs manœuvres. Le plus grand exploit de ces javeliniers d'élite est d'être parvenus à fixer les troupes de Bessos, permettant à Alexandre de charger Darius III à la bataille de Gaugamèles. Nombreux sont les témoignages dans l'Anabase d'Arrien qui montrent que les Agrianes accompagnent le roi et sa garde rapprochée dans la plupart des campagnes à travers l'Asie.
À l'époque des Antigonides, l'équipement des peltastes s'alourdit avec l'emploi de casques métalliques et d'un long bouclier ovale hérité des Celtes (le thuréos) qui remplace le peltè. Ce bouclier a peut-être été importé en Grèce par les Thraces et les Illyriens. Par ailleurs les Antigonides alourdissent l'équipement des thuréophores pour en faire des thoracitès, protégés par une cotte de mailles voire un linothorax.

#### Archers et frondeurs
Dans la plupart des États grecs, le tir à l'arc n'est pas estimé, ni pratiqué par les militaires locaux. C'est pourquoi les Grecs se tournent volontiers vers des archers (toxotai) étrangers, fortement réputés pour leur efficacité, comme les Scythes et les Crétois, ces derniers étant incorporés en nombre dans l'armée macédonienne. Ils sont équipés d'un arc à double courbure, fait de deux cornes de bouquetins réunies par une pièce de bronze, avec une corde en boyau et de longues flèches aux ailettes de bronze. Ils portent à près de 200 m. Des archers sont aussi recrutés en Macédoine et parmi les peuples balkaniques, dont les Thraces et les Illyriens. Les frondeurs sont des mercenaires le plus souvent recrutés en Crète et à Rhodes. Ils utilisent des balles de plomb pesant environ 55 g et portant jusqu'à 400 m à une vitesse de 100 km/h.
Sous Philippe II, la présence d'archers et de frondeurs est attestée à la bataille du Champ de Crocus en 352 av. J.-C. durant laquelle les Phocidiens sont défaits et à la bataille de Chéronée en 338 av. J.-C.. Sous Alexandre, leur présence est attestée durant les grandes batailles livrées contre les Perses. Les archers et frondeurs s'avèrent surtout utiles pour la guerre de harcèlement et le soutien à la cavalerie. Arrien déclare par exemple au sujet de la bataille livrée contre les Scythes (ou Sakas) sur le Iaxarte en 329 av. J.-C. : « [Alexandre] fait traverser d'abord les frondeurs et les archers pour empêcher, à coups de traits, les Scythes d'approcher la phalange dans son passage, avant que toute la cavalerie fût à l'autre bord » ; « les archers, les Agrianes et l'infanterie légère, sous les ordres de Balacros, volent [au] secours [de la cavalerie]. » Alexandre les a aussi utilisés pour mener la poursuite contre Darius III en 330 av. J.-C..
Durant la conquête de l'Asie, des contingents d'archers perses, mèdes et scythes sont incorporés, parfois au sein même de la phalange. À la fin de son règne, Alexandre amalgame en effet dans de mêmes unités des phalangites macédoniens, disposés sur trois rangs et des archers et javeliniers perses, disposés sur douze rangs, avec des Macédoniens en « serre-file » au dernier rang. L'effectif de ces tirailleurs est estimé à 20 000 hommes.

## Cavalerie

### Cavalerie des Compagnons

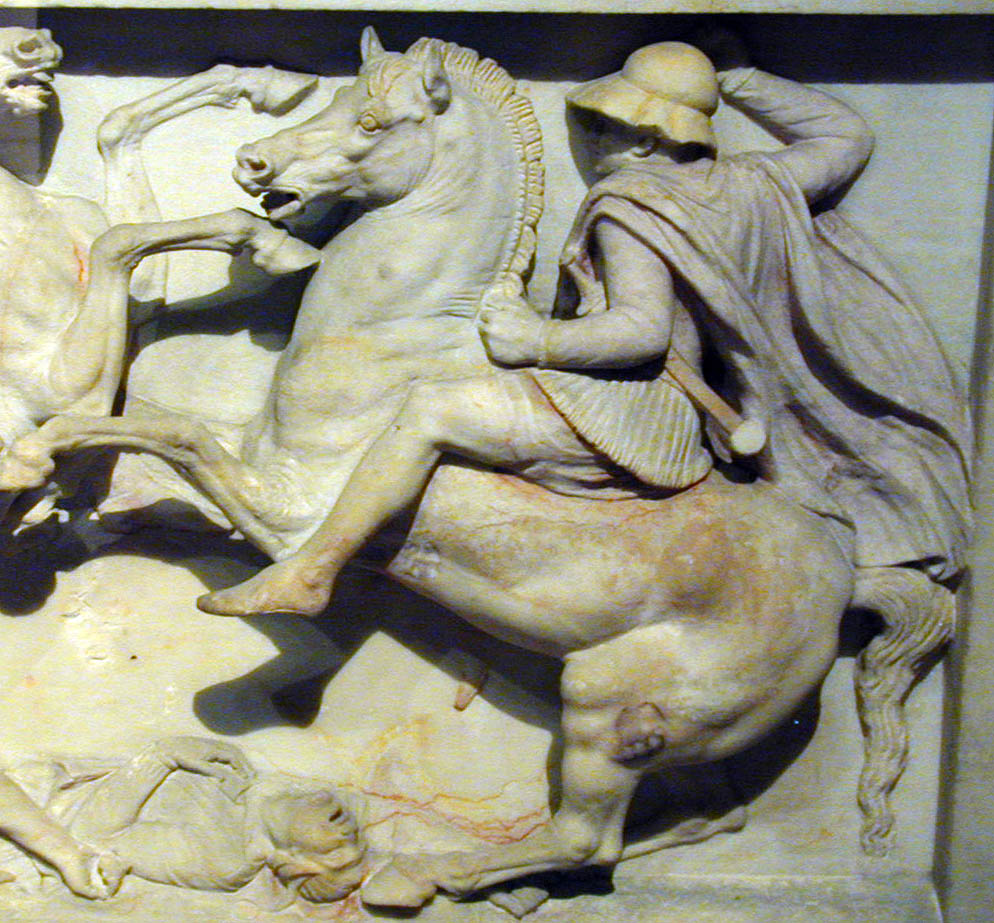
Cavalier portant un casque béotien à la bataille d'Issos, détail du sarcophage d'Alexandre.

La cavalerie lourde macédonienne est considérée comme la première cavalerie de choc de l'Antiquité occidentale. Les troupes à cheval commencent à être complètement incorporées dans les armées grecques au IVe siècle av. J.-C. Mais elles ne servent alors qu'à couvrir les flanc de l'infanterie ou à pourchasser les fuyards. C'est Philippe II qui réorganise la cavalerie avec pour but d'en faire une arme décisive. Avec l'utilisation d'une lance (le xyston) plus courte que la sarisse, sa principale force réside dans sa charge dévastatrice. Les Compagnons (hetairoi) sont recrutés parmi la noblesse de Macédoine. Elle compte 3 000 cavaliers au début de la campagne d'Alexandre, dont 1 500 l'accompagnent en Asie. Elle est divisée en douze escadrons, dont le premier est l'escadron royal (basilikè ilè) qui constitue la garde (agéma). Cet escadron a un effectif de 300 cavaliers, tandis que les autres comportent 250 cavaliers. C'est Alexandre qui aurait étendu le nom de Compagnons à l'ensemble de la cavalerie lourde macédonienne.
L'unité de base de la cavalerie est l'ilè, un escadron de 250 cavaliers commandé par un ilarque et divisé en deux lochoi, eux-mêmes divisés en deux tétrarchies de 60 cavaliers commandés par un tétrarque. La formation tactique de base de la tétrarchie est le « coin » ou « diamant », que Philippe reprend aux Thraces. Le tétrarque est à la pointe de cette formation triangulaire, tandis que des cavaliers expérimentés occupent le milieu et chaque extrémité des lignes de treize cavaliers. L'ilarque est accompagné d'un héraut relayant ses ordres, et secondé d'un hyperétès. Les quatre coins de l'ilè sont rangés en une seule ligne d'intervalle, respectant un intervalle suffisant entre eux pour leur permettre de manœuvrer. Cette formation permet une souplesse accrue dans la manœuvre avec un changement rapide de la direction de l'attaque. De deux à quatre ilai peuvent être réunies pour former une hipparchie ou brigade, sous le commandement d'un hipparque.
Chaque cavalier dispose d'un valet chargé de veiller à son cheval et à son équipement. Les cavaliers sont propriétaires de leur cheval, et reçoivent à leur enrôlement de quoi en acheter un de qualité idoine. Le cavalier est coiffé d'un casque, d'abord du  modèle phrygien, peint aux couleurs de l'escadron, avant qu'Alexandre n'impose le modèle béotien plus simple. Le casque comporte les marques du rang de son porteur. Il porte également une cuirasse (linothorax) et des bottes ainsi qu'un bouclier. Il est armé d'une lance (le xyston) longue de 4,50 m environ, faite de bois de cornouiller mâle et munie d'une double pointe de façon à pouvoir être toujours utilisée si elle vient à se rompre. Comme seconde arme, le cavalier porte au côté gauche une épée le plus souvent recourbée (kopis ou machaira).
Une série de reliefs funéraires trouvés en Macédoine indiquent une évolution de l'armement des cavaliers à l'époque antigonide, avec l'adoption d'un grand bouclier rond.

### Éclaireurs à cheval

Fresque du tombeau de Niausta, fin du, représentant un prodromoi armé d'une lance (xyston) chargeant un soldat perse.

Les prodromoi, littéralement « ceux qui courent devant », forment l'avant-garde à cheval. Ils sont équipés plus légèrement que les Compagnons et sont employés pour des missions de reconnaissance, de poursuite et pour provoquer l'engagement au début des batailles. Ils sont armés à l'origine d'une lance (xyston) puis de la sarisse au début de l'expédition d'Alexandre, expliquant pourquoi les sources les appellent aussi sarissophoroi ou « porteurs de sarisse ». Au début de l'expédition d'Alexandre, ils sont au nombre de 600 cavaliers, probablement thraces et péoniens, répartis en quatre escadrons (ilai). Il est possible qu'ils comptent aussi de jeunes macédoniens avant leur intégration dans la cavalerie lourde car la loi éphébarchique d'Amphipolis montre que l'équitation et les exercices équestres font partie de l'éducation des jeunes macédoniens.
Les prodromoi / sarissophoroi ne sont plus mentionnés après 330 av. J.-C. Il est probable qu'ils aient été incorporés à la cavalerie des Compagnons pour former les nouvelles hipparchies créées par Alexandre, sachant qu'à cette date la reconnaissance peut être assurée par les cavaliers asiatiques.

### Cavalerie thessalienne

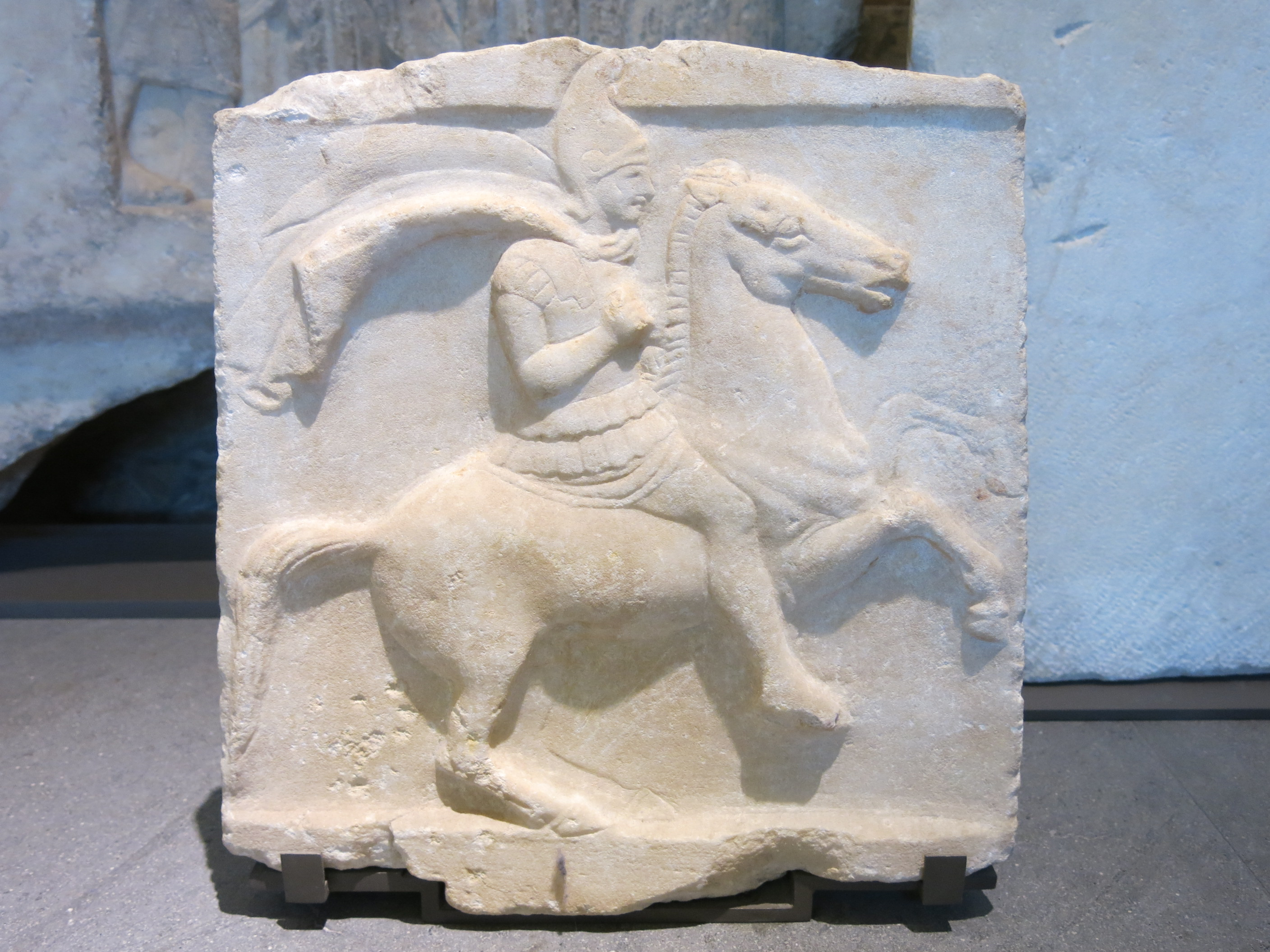
Cavalier thessalien, stèle funéraire de Pélinna, musée du Louvre

La cavalerie thessalienne est considérée à l'époque classique comme l'une des plus efficaces du monde grec. À partir de 352 av. J.-C. et la victoire de Philippe II sur Onomarchos au Champ du Crocus, la Thessalie est sous protectorat macédonien. Philippe est élu archonte des Thessaliens, titre que reçoit aussi Alexandre, et qui leur donne un certain nombre de prérogatives, comme l'utilisation du trésor fédéral. Il existe donc un important contingent de cavalerie lourde thessalienne dans l'armée macédonienne.
Son organisation et son équipement sont similaires à ceux des Compagnons. Les 1 800 cavaliers thessaliens qui débarquent en Asie sont divisés en huit escadrons (ilai), dont l'avant-garde est constituée par l'escadron d'élite de Pharsale. Aux batailles du Granique, d'Issos et de Gaugamèles, la cavalerie thessalienne est placée sur l'aile gauche sous le commandement général de Parménion. Elle n'a pas été décisive durant ces trois grandes batailles, l'offensive victorieuse ayant toujours eu lieu depuis l'aile droite commandée par Alexandre. Alexandre libère la cavalerie thessalienne en 330 av. J.-C. lors de son séjour à Ecbatane.

### Cavalerie légère

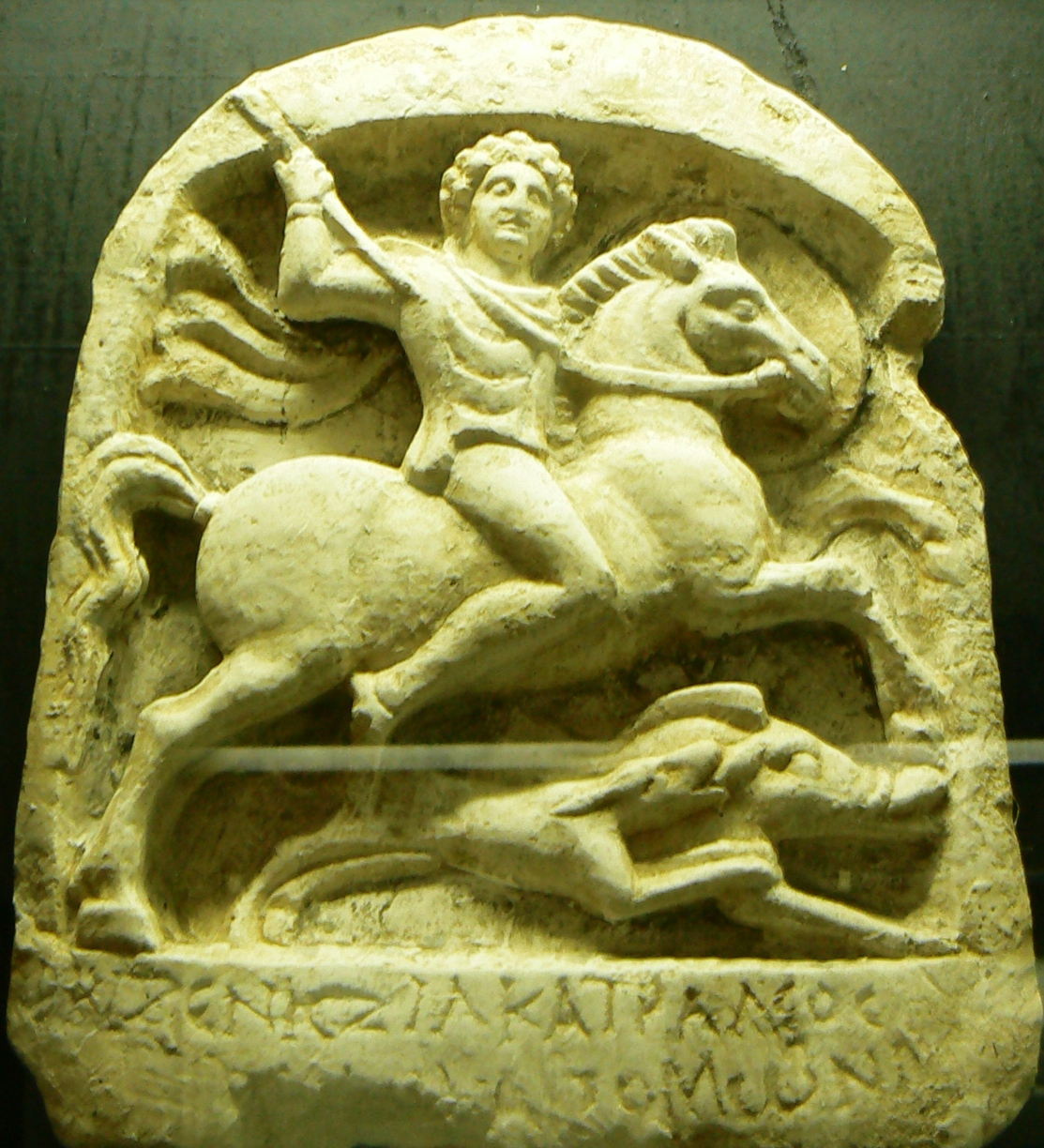
Cavalier thrace chassant le sanglier, bas relief du

L'emploi massif de la cavalerie légère permet aux Macédoniens de contrôler le champ de bataille, là où les Grecs l'utilisent plutôt pour « entamer » les troupes adverses ou poursuivre les fuyards. Philippe et Alexandre recrutent des mercenaires thraces et péoniens comme javeliniers montés (hippacontistes). Par ailleurs, en 330 av. J.-C., Alexandre incorpore des javeliniers montés, les hippocontistai, probablement perses.
Armés de javelots et d'épées, les cavaliers thraces sont en majeure partie recrutés dans la tribu des Odryses. Ils agissent comme éclaireurs pendant les marches. Sur le champ de bataille, ils sont placés sur le flanc de la cavalerie thessalienne, à l'aile gauche de l'armée, et déployés dans leur traditionnelle formation en « coin ». Durant la bataille de Gaugamèles, les cavaliers thraces, au nombre de 500, sont répartis en quatre ilai. Les cavaliers péoniens, originaires de tribus soumises par Philippe, sont eux aussi armés de javelots et d'épées ; ils opèrent le plus souvent dans un seul escadron aux côtés des prodromoi, dirigés par leur propre officiers. Alexandre en reçoit lors de la campagne d'Égypte 500 en renfort et 600 à Suse.
Durant la campagne en Sogdiane en 329 av. J.-C., des archer montés, qui nécessitent un entraînement spécifique et une habileté équestre exceptionnelle, sont incorporés par Alexandre. La présence de ces 1 000 cavaliers scythes et dahéens est attestée à la bataille de l'Hydaspe. Véritables « prédateurs des steppes », leurs attaques-éclairs démoralisent et désorganisent les adversaires les plus déterminés.

## Engins de siège
Philippe II a non seulement introduit la rapidité et l'audace dans l'art de la guerre ; il a également cherché à accélérer la prise des places fortes. Avant lui, les Grecs se contentent d'assiéger une cité et d'attendre la reddition de ses habitants à cause de la maladie ou de la famine. Il s'inspire en cela des Carthaginois. Le Thessalien Polyeidos de Thessalie construit une tour de siège de 14,5 mètres, l'hélépole. L'artillerie connaît des innovations majeures :
- Le gastraphète (« ventre tireur »), une arbalète primitive, envoie des carreaux à plus de 100 mètres avec une grande précision : un tireur situé à 30 mètres des remparts est sûr de faire mouche sur un défenseur qui se profilerait entre les créneaux.
- Le scorpion (ou baliste quand il tire des boulets) est un grand arc qui se remonte avec une manivelle, pouvant envoyer le feu chez l'adversaire et tirer plusieurs projectiles à la fois.
- L’oxybèles est une machine décochant de longues piques.
- Le lithobolos (ou pierrier) est une catapulte qui peut jeter des projectiles de 80 kg à 150 mètres.
- Le bélier est agrandi (certains mesurent 20 mètres) et amélioré : les assaillants s'abritent sous une protection, la tortue.

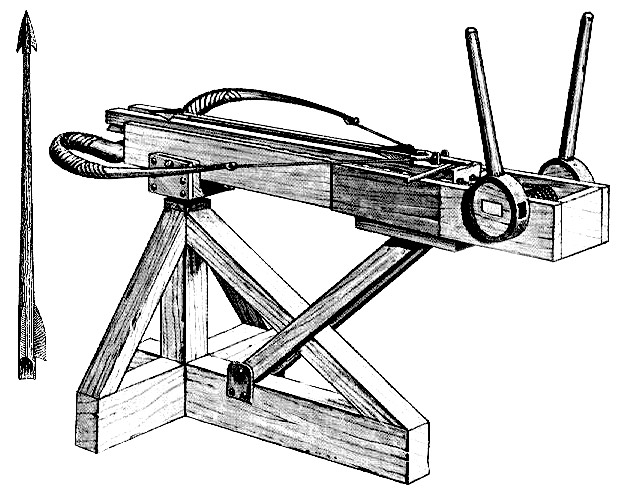
Une oxybèles.

Des ingénieurs accompagnent l'expédition d'Alexandre : des hydrauliciens comme Kratès, des spécialistes des mines à l'exemple de Gorgos. Ces progrès portent leur fruit : toutes les villes assiégées entre 334 et 326 av. J.-C. sont prises. La guerre n'est plus un art, elle devient une science.
Antigone le Borgne est considéré comme le Diadoque disposant des meilleurs engins de siège. Lors du siège de Rhodes en 305, son fils Démétrios utilise de gigantesques machines de siège, dont les fameuses hélépoles juchées sur les navires. Démétrios y gagne de cette façon son surnom de Poliorcète (« Preneur de ville ») bien qu'il ne s'empare pas complètement de la cité du fait de la résistance de ses défenseurs. Pendant le siège d'Échinus par Philippe V de Macédoine en 211, les assiégeants construisent des tunnels pour protéger les soldats et les sapeurs pendant qu'ils vont et viennent du camp aux travaux de siège. Deux tours de siège reliées par un mur en osier surmontées de balistes lance-pierre protègent l'approche du bélier. En dépit de la réputation ancienne de la Macédoine dans les techniques de siège, Alexandrie devient le centre des innovations pour les catapultes à partir du IIIe siècle av. J.-C., comme en témoignent les écrits de Philon.

## Organisation

### Recrutement
À partir de Philippe II, la cavalerie et l'infanterie de la phalange sont recrutées sur une base territoriale constituée par les quatre mérides (ou districts) : Amphipholis, Bottiée, Amphaxitide, Haute Macédoine. Ce recrutement territorial s'applique aussi bien aux soldats qu'aux officiers. L'armée macédonienne peut être considérée comme l'assemblage des armées de ses subdivisions civiques ou territoriales. Plusieurs unités civiques peuvent être combinées pour former une unité tactique si leurs seuls effectifs sont insuffisants pour cela.
La conscription est effectuée par des officiers spéciaux auxquels le roi envoie les ordres de mobilisation, précisant la date et le lieu du rassemblement. La mobilisation peut être générale, ou seulement partielle, selon un système de rotation dont il n'est pas subsisté de trace. Elle coïncide généralement avec la grande assemblée des Macédoniens en armes au printemps, pour la lustration rituelle de l'armée, lors de la célébration de la fête des xandika qui donne le nom du mois macédonien. Le lieu de rassemblement de l'armée est soit la capitale, Pella, soit un grand centre religieux tel Dion, soit encore le lieu le plus pratique en vue de la campagne à venir.
L'affectation dans les différentes unités (phalange, hypaspistes, agéma, peltastes) se fait sur un critère censitaire : les conscrits des familles aisées sont versés dans la bataillons d'hypaspistes et dans l'agéma. Logiquement, seuls les Macédoniens les plus aisés peuvent consacrer le temps nécessaire à l'entraînement intensif que requiert l'appartenance aux corps d'élite. Pour les mêmes raisons, les peltastes ont une limite d'âge abaissée à 35 ans et l'agéma à 45 ans. La limite d'âge peut être repoussée sur des critères familiaux, suivant la possibilité ou non de remplacer le soldat qui peut ainsi être amené à servir dans la réserve jusqu'à 55 ans. Les cavaliers sont aussi bien considérés que les officiers et maintenus dans la réserve après l'âge de 55 ans, contrairement aux fantassins. Pour cette raison, ils bénéficient de récompenses et privilèges supplémentaires.
D'après le règlement sur le service militaire de l'époque antigonide, dont une copie épigraphique a été trouvée à Cassandréia, la conscription se fait sur la base du « feu » (un soldat par feu) et concerne les hommes de 15 à 50 ans.

### Entraînement

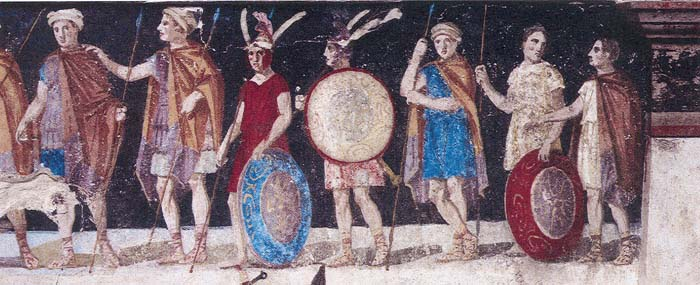
Détail de la fresque d'une tombe d'Ágios Athanásios, fin du

L'entraînement du soldat macédonien commence dans sa jeunesse par l'éducation éphébique de deux ans pour ceux qui résident dans des cités. La loi gymnasiarque de Béroia montre la pratique de nombreuses disciplines paramilitaires (tir à l'arc, au javelot), dans lesquelles il faut probablement compter des exercices de manœuvre préparant l'intégration dans la phalange puisque la conscription pouvait intervenir dès l'âge de 15 ans. La participation à l'éphébie est soumise à un cens minimum (3 000 drachmes à Amphipolis) ; elle est interdite aux fils d'artisans ou de commerçants.
Polyen décrit comment Philippe II entraîne son armée en multipliant les exercices et les manœuvres. Les phalangites s'entraînent tout en armes, chargés de leur ration, et doivent parcourir des marches forcées de 300 stades (environ 54 km). Ces entraînements permettent à l'unité tactique de la phalange, la syntagma (compagnie) de 256 hommes, de créer une cohésion de groupe lui permettant de garder sa formation lors des manœuvres sur le champ de bataille mais également d’appliquer des tactiques inter-armes.
Frontin précise que Philippe II a interdit à sa phalange l'usage des chariots pour les bagages et qu'une unité de dix hommes n'a droit qu'à un seul porteur et un Compagnon à un seul valet. En campagne, chaque homme doit emporter pour trente jours de blé, ce qui témoigne de l'importance que Philippe puis Alexandre accordent à la mobilité de leur armée.

### Logistique
L'administration de l'armée en campagne est l'affaire du secrétaire royal (grammateus basilikos ou achigrammateus), Eumène de Cardia sous le règne d'Alexandre, et peut-être déjà sous Philippe II. Le secrétariat de l'armée possède les rôles de mobilisation (syllogismous) et les registres d'effectifs (syntelas) indiquant la force des différentes unités, et en fonction desquels sont occasionnellement distribuées les rations, payés les équipements, décidés les renforts, et les promotions. Les fournitures sont réparties par lochoi dans l'infanterie et par ilai dans la cavalerie, la répartition finale étant l'affaire des hyperetai, l'équivalent à l'époque hellénistique des sergents-majors.
Le secrétariat de l'armée est divisé en diverses sections, chacune dirigée par un secrétaire (grammateus) assisté par des inspecteurs (episkopoi) : on connaît ainsi un secrétaire de la cavalerie et un secrétaire des mercenaires pour l'Égypte. Le secrétaire de la cavalerie a la tâche difficile de remplacer les montures perdues au combat (1 000 sur 7 000 à la Gaugamèles par exemple), soit par réquisition locale, soit par l'envoi de renforts provinciaux. Des haras royaux (hippotropheia) sont attestés chez les Lagides et les Séleucides avec pour fonction de fournir les chevaux. Il est probable qu'il en existe aussi en Macédoine. Le royaume antigonide en maintient à Sicyone.
Un type de tétradrachme d'Alexandre Ier porte à l'avers un cheval marqué au caducée, marque des écuries royales macédoniennes. Leur existence est confirmée par un règlement de service militaire trouvé à Cassandreia concernant la revue des chevaux de cavalerie, l'examen (dokimasia) qui, comme à Athènes, doit déterminer s'ils sont bons pour le service : c'est probablement l'hipparque qui s'en charge et transmet l'information à l'épistate. S'il manque à sa tâche, il peut être puni d'une amende de 1 000 drachmes.
Normalement, les rations ne sont pas fournies, mais chaque soldat doit les acheter à des marchands qui suivent l'armée. La réquisition n'est utilisée qu'en dernier recours. Que les armes soient fournies par l'État au moins en partie est révélé non seulement par les sources littéraires (25 000 panoplies ont été acheminées pour rééquiper l'armée d'Alexandre avant la campagne de l'Inde) mais aussi par l'archéologie : de nombreuses armes (balles de fronde, pointes de flèches trouvées à Méthone, fers de lance, bouclier à Dion) portent des inscriptions (MAC ou PHILIPPOU par exemple) qui prouvent l'existence de manufactures et d'arsenaux royaux où elles sont fabriquées. Au IIIe siècle av. J.-C., Eumène Ier de Pergame déclare au Sénat de Rome que les arsenaux de son royaume peuvent équiper entièrement trois armées de 30 000 fantassins, 5 000 cavaliers et 10 000 mercenaires correspondant à l'armée de Macédoine.

## Évolution durant l'époque hellénistique

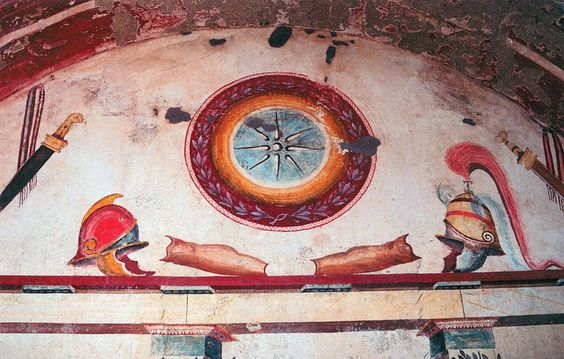
Fresque provenant de la tombe de Lyson et Calliclès à Miéza,

### Évolution des effectifs
- En 359 av. J.-C., Philippe mobilise contre les Illyriens 10 000 fantassins et 600 cavaliers[53].
- En 334, l'armée d'Alexandre compte au total 24 000 fantassins et 3 300 cavaliers[54].
- En 197 à Cynoscéphales, Philippe V de Macédoine dispose de 2 000 cavaliers, dont une partie de Thessaliens, et 18 000 fantassins[55].
- En 171, à la revue de Kyrrhos, sont présents 26 000 fantassins et 3 000 cavaliers[56].
- En 168, à Pydna, Persée compte 40 000 fantassins et 4 000 cavaliers[57].

Ces chiffres indiquent que la proportion de cavaliers dans l'armée macédonienne reste à peu près constante, autour de 10 %, et qu'il est incorrect de conclure à un affaiblissement du nombre de cavaliers à l'époque hellénistique.

### Évolution de l'armement
Le morcellement de l'Empire d'Alexandre le Grand est à l'origine d'innombrables querelles entre les royaumes antigonide (Macédoine), séleucide (Asie) et ptolémaïque (Égypte). Les guerres des Diadoques donnent donc lieu aux premiers affrontements entre armées de type macédonien, le monde oriental étant alors complètement dominé par les puissances helléniques. L'issue de ces combats dépend dès lors presque exclusivement du nombre et de la qualité des troupes engagées, ne laissant qu'une faible part à l'initiative tactique tant les armées sont de composition similaire. Les combats sont souvent très longs, indécis et meurtriers, comme en témoignent les batailles de Paraitacène (317 av. J.-C.), de Gabiène (316), d'Issos (301) ou de Couroupédion (281 av. J.-C.).
L'équipement des phalangites a tendance à s'alourdir au fil du temps. Ainsi, d'après Théophraste[réf. souhaitée], les sarisses mesurent à l'époque d'Alexandre environ 5,3 m ; Arrien leur donne 4,9 m[réf. souhaitée] ; et Asclépiodote le Tacticien estime que leur taille varie entre 4,6 et 5,5 m au IVe siècle av. J.-C.[réf. souhaitée]. Dès le début du IIIe siècle av. J.-C. un allongement de cette arme est constaté. Les troupes macédoniennes qui défendent Édessa contre les Spartiates en 274 av. J.-C. portent par exemple des lances d'environ 7,5 m de long[réf. souhaitée]. De telles armes, contrairement aux piques utilisées sous les règnes de Philippe et Alexandre, sont incommodes pour le combat et leur maniement est très difficile, même après un entraînement intensif. Cette information est confirmée par Polybe, et semblerait être la conséquence du fait que les armées macédoniennes ne s'opposent plus à des formations « flexibles » comme à l'époque de Philippe qui lutte contre les Thraces et les Triballes, ou d'Alexandre, vainqueur des Perses et des Indiens. Dès l'éclatement de l'Empire d'Alexandre, ces formations s'affrontent essentiellement entre elles. Il est possible d'imaginer que ces changements ont été opérés dans le but de donner aux phalanges un avantage décisif lors de combats entre deux armées à la macédonienne, et ce au prix de leur mobilité, flexibilité et efficacité contre d'autres formations plus souples.

### Évolution tactique

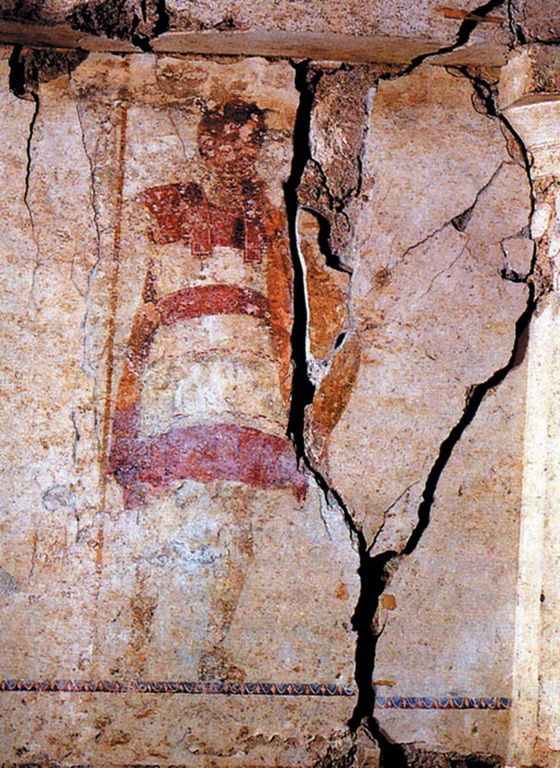
Soldat macédonien équipé d'une lance, d'un bouclier et d'un linothorax, détail de la tombe du jugement à Miéza, fin du Il est probable qu'il s'agisse d'un officier de cavalerie ou d'un fantassin d'élite.

Les tactiques utilisées par l'armée macédonienne ont fortement évolué entre les campagnes de Philippe II et d'Alexandre et les batailles de l'époque hellénistique. Ainsi à Magnésie du Sipyle, les troupes séleucides, pourtant en supériorité numérique, laissent toutes les initiatives aux légions romaines et se contentent de présenter à l'ennemi leur habituelle rideau de lances, sans faire avancer leur ligne de phalange et risquer de désorganiser leurs troupes. Les rangs sont doublés, passant des seize rangs habituels à trente-deux rangs. De même à Cynoscéphales et Pydna, où les phalangites macédoniens finissent par céder à la suite d'un manque de cohésion dus aux accidents de terrain et à la progression inégale de leur ligne qui se désolidarise désormais très vite. Ces défaites sont donc la conséquence d'un manque de manœuvrabilité qui ne peut s'expliquer que par l'incommodité au combat des lances allongées et l'alourdissement croissant de l’équipement de ces fantassins à partir du IIIe siècle av. J.-C. Les cavaliers suivent leur évolution parallèle, partant du cavalier léger et rapide à la formidable puissance de choc, pour en arriver aux cataphractes entièrement parés d'une énorme armure de fer. Dès le IIe siècle av. J.-C., l'armée macédonienne a perdu sa mobilité et sa fluidité pour devenir une armée presque statique.
Philippe et Alexandre semblent ne jamais avoir rencontré de problèmes de la sorte, même dans leur terre natale, boisée et vallonnée, ou dans les rudes conditions climatiques et géographiques d'Asie. Les phalanges tardives doivent impérativement rester en rangs serrés pour éviter de se retrouver empêtrées dans le pèle-mêle de leur masse désordonnée ; ce qui n'est pas arrivé, ou dans une bien moindre mesure, à la phalange du IVe siècle av. J.-C. En effet, la bataille de Chéronée se déroule sur un terrain très vallonné. La bataille du Granique est disputée en traversant une rivière, dont les rives sont éminemment touffues et pentues, deux paysages dans lesquels la phalange a pris l'avantage. La bataille de l'Hydaspe voit également l'infanterie macédonienne traverser le courant tumultueux qui sépare les deux armées. Face à des opposants redoutables, nombreux et disciplinés, en des terrains escarpés ou difficilement praticables, la phalange macédonienne a triomphé de tous ses adversaires durant des décennies. Les victoires, certes coûteuses, de Pyrrhus à Héraclée et Ausculum montrent que le « système macédonien » est adapté même face aux redoutables légions romaines.

### Déclin et postérité du système macédonien
La rigidité croissante de la phalange macédonienne a engendré une uniformisation des tactiques militaires, tandis que le manque de manœuvrabilité de l'infanterie limite les possibilités de déploiement des troupes sur un terrain difficile. Les armées macédoniennes sont devenues trop « prévisibles », ne laissant plus de place aux tactiques surprenantes comme celles déployées par Alexandre et Pyrrhus. La faute en revient à une infanterie de piquiers devenue trop rigide, à des cavaliers constamment alourdis et rapidement épuisés et à des troupes de mêlée qui ne sont plus utilisées que pour défendre les flancs des phalanges, immobilisées par le poids de leurs équipements. Les armées de type macédonien — dont l'armée séleucide — n'ont jamais été en mesure de vaincre complètement leurs adversaires latins, mise à part durant la campagne de Pyrrhus en Italie ou quelques affrontements mineurs comme la bataille de Callinicus.
Les Macédoniens ont été vaincus par les légions romaines à la bataille de Pydna en 168 av. J.-C. mais le « système macédonien » s'éteint avec l'annexion du royaume lagide d'Égypte en 30 av. J.-C. Pourtant la Macédoine et Alexandre continuent d'exercer une fascination parmi les généraux les plus importants de l'histoire, de Jules César à Napoléon. La phalange à la macédonienne connaît un second souffle au Moyen Âge à partir du XIVe siècle avec la montée en puissance des piquiers suisses qui deviennent les fantassins les plus redoutés d'Europe, sonnant le glas de l'époque de la chevalerie.